# Dagmar Bach

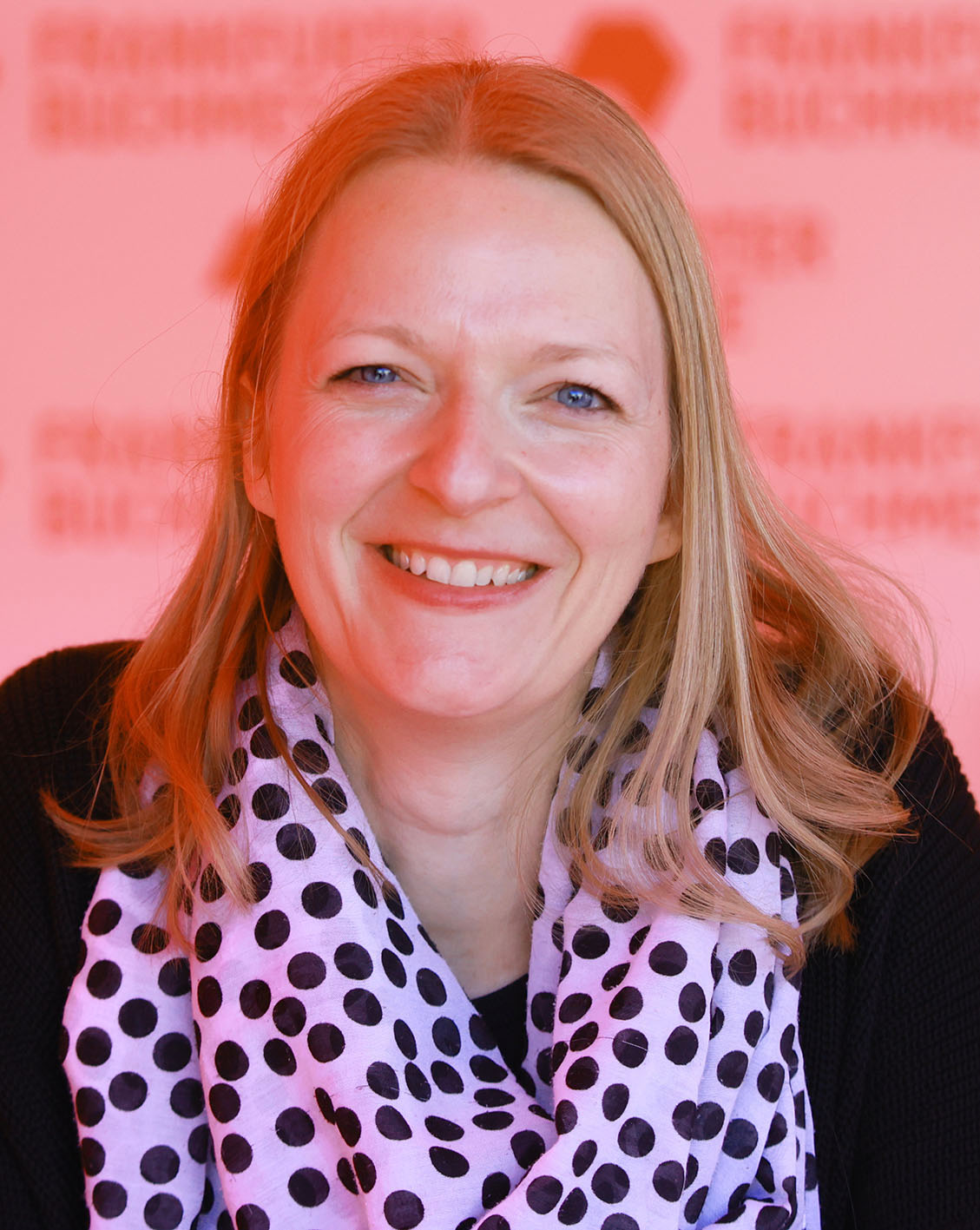
Dagmar Bach, Frankfurter Buchmesse (2022)

Dagmar Bach (* 1978 in Lichtenfels) ist eine deutsche Jugendbuchautorin.

## Leben und Werk
Dagmar Bach wuchs in Oberfranken auf und studierte nach dem Abitur Innenarchitektur. Nach dem Abschluss als Diplom-Ingenieurin arbeitete sie zunächst als Innenarchitektin und anschließend für eine Design-Agentur im Event- und Messebereich in München. Eigenen Aussagen zufolge entstand ihr erster fantastischer Jugendroman, der später unter dem Titel Zimt & weg bei Fischer verlegt wurde, im Jahr 2014, während sie mit ihrer Tochter schwanger war.
Sie hat eine Tochter und lebt in München.

## Publikationen

### Glück-Reihe
Lina und die Sache mit den Wünschen
- Glück & los! (Band 1). Fischer Verlag, Frankfurt am Main 2019, ISBN 978-3-7373-4145-5.
- Glück & wieder! (Band 2). Fischer Verlag, Frankfurt am Main 2020, ISBN 978-3-7373-4149-3.
- Glück & selig! (Band 3). Fischer Verlag, Frankfurt am Main 2021, ISBN 978-3-7373-4150-9.

### Zimt-Reihe
Staffel 1: Die vertauschten Welten der Victoria King
- Zimt & weg. (Band 1). Fischer Verlag, Frankfurt am Main 2016, ISBN 978-3-7335-0243-0.
- Zimt & zurück. (Band 2). Fischer Verlag, Frankfurt am Main 2017, ISBN 978-3-7335-0244-7.
- Zimt & ewig. (Band 3). Fischer Verlag, Frankfurt am Main 2017, ISBN 978-3-7335-0245-4.

Sequel Staffel 1
- Zimt & verwünscht. Fischer Verlag, Frankfurt am Main 2018, ISBN 978-3-7335-0505-9.

Staffel 2
- Auf den ersten Sprung verliebt. (Band 1). Fischer Verlag, Frankfurt am Main 2022, ISBN 978-3-7373-4275-9.
- Zwischen den Welten geküsst. (Band 2). Fischer Verlag, Frankfurt am Main 2022, ISBN 978-3-7373-4276-6.
- Für immer von Magie berührt. (Band 3). Fischer Verlag, Frankfurt am Main 2023, ISBN 978-3-7373-4277-3.